# Боровиковский, Лев Иванович

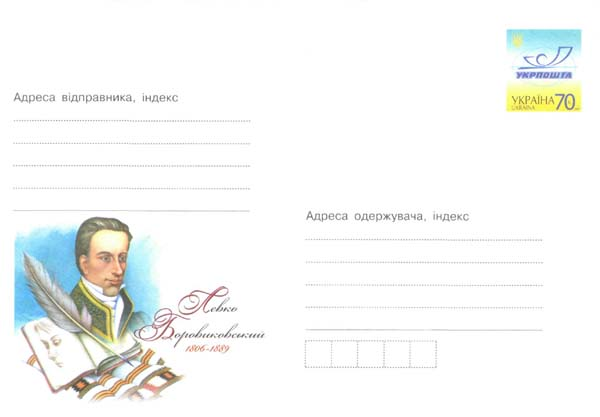
Конверт Украины 2006 г. Портрет Л. Боровиковского (1806—1889)

Лев (Левко́) Ива́нович Боровико́вский  (укр. Лев (Левко́) Іва́нович Боровико́вський, 22 февраля 1806, с. Мелюшки, Полтавская губерния — 26 декабря 1889, Полтава) — украинский поэт, баснописец, переводчик, реформатор системы стихосложения.

## Биография
Выпускник Полтавской гимназии и Харьковского университета (около 1830 года). Увлёкшись народной украинской поэзией, начал интересоваться украинским фольклором и занялся литературным творчеством.
Работал преподавателем Полтавского института благородных девиц.

## Творчество
Один из зачинателей романтизма в украинской литературе. Во время учёбы в университете входил в группу харьковских поэтов, находившихся под влиянием философии Шеллинга. На Слобожанщине действовал тогда украинский поэтический кружок «харьковских романтиков», в которой входили кроме Льва Боровиковского, Амвросий Метлинский, Александр Корсун и другие, писавшие в основном на русском языке.
Впервые выступил на литературном поприще в 1828 году, напечатав балладу «Молодая» в журнале «Вестник Европы».
Автор 12 баллад, написанных на сюжет украинских народных легенд и преданий, воспевающих искреннюю любовь молодых людей, например, балладу «Маруся» (1829), сюжет которой является вольным подражанием балладе «Светлана» Г. А. Бюргера.
В альманахе «Ласточка» в 1841 году появилось одиннадцать его басен, а в 1852 году он издал отдельной книгой сборник под названием «Басни и прибаютки» (укр. «Байки й прибаютки»).
Им написаны несколько лирических стихотворений и песен. В своих романтических стихах он широко использовал образность украинского фольклора. В его произведениях чувствуется влияние поэтики А. С. Пушкина и Рылеева. Одним из первых он утверждал в украинской литературе «серьёзный тон», ориентируясь на народное творчество, как на источник поэтических образов, как на эстетический образец.
Известен как украинский баснописец.
Его «байки» представляют собой украинизированные сюжеты басен поляка И. Красицкого и русского поэта И. Крылова.
Лев Боровиковский занимался также переводами. Является первым украинским переводчиком произведений Пушкина («Два ворона» (1830) и «Зимний вечер»). Много переведено им из Адама Мицкевича (в частности, его «Крымские сонеты» и другие).

## Память
- В 2006 г. почта Украины выпустила художественный конверт в часть 200-летия со дня рождения Льва Боровиковского.
- В Полтаве именем Л. Боровиковского названа одна из улиц города.